# Harald Bosio
Harald Bosio   (Judenburg, 2 de gener de 1906 - 1980) va ser un esquiador de fons, de combinada nòrdica i saltador amb esquís austríac que va competir durant les dècades de 1920 i 1930.
Durant la seva carrera esportiva va prendre part en tres edicions dels Jocs Olímpics d'Hivern, el 1928, 1932 i 1936, on disputà proves de salt amb esquís, combinada nòrdica i esquí de fons. El millor resultat fou la vuitena posició en la prova del 4x10 quilòmetres del programa d'esquí de fons als Jocs de 1936.
En el seu palmarès destaca una medalla de bronze en combinada nòrdica al Campionat del Món d'esquí nòrdic de 1933, així com dos títols nacionals.